# Golop
Golop község Borsod-Abaúj-Zemplén vármegye Szerencsi járásában, a Szerencsi-dombság keleti peremén, a Szerencs-patak völgyében, Miskolctól 45 kilométerre északkeletre.
A település története a vármegyehatárral egymástól szétválasztott Alsógolop és Felsőgolop Árpád-kori alapításáig megy vissza. Alsógolop a Golopy család ősi fészke, a 14. századtól egyházas hely, Felsőgolop pedig várbirtok volt. A török hódoltsági időkben elpusztult, főként református magyar lakossággal újratelepült falvak birtokosa a 18–20. században a báró Vay család volt, akik Alsógolopon alakították ki birtokközpontjukat. Nekik is köszönhető, hogy a település a 18. század óta a tokaji borvidék része. 1882-ben a két települést Golop néven egyesítették, ezt követően épült fel római katolikus temploma.
A település fő nevezetességei a Vay-kastélyok (16–17. század, illetve 1820 körül), valamint a 17. században épült famennyezetes református templom.

## Földrajza és fekvése
A település földrajzilag a Tokaj–Zempléni-hegyvidék kistáján, a Szerencsi-dombság északkeleti peremén, a Szerencs-patak alsó szakaszán fekszik. A patakvölgyben kialakult agyagos vályog összetételű réti öntéstalaj vízgazdálkodása kedvező. Itt található a dombság legjelentősebb forrása, a 15 l/min vízhozamú Pál-kút. A mai település történeti magját alkotó egykori Alsógolopot délről a Somos-hegy, északról a Malom-árok (vagy Sás-pataka) határolta.
Szomszédos települései Monok (5 km) és Tállya (2 km), a legközelebbi város Abaújszántó (6 km), valamint Szerencs (8 km).

### Megközelítése
Legfontosabb megközelítési útvonala a Bekecstől Tállyáig húzódó 3711-es út, mely áthalad a központján, annak főutcájaként.
Vasútvonal nem érinti, de a keleti határszéle közelében elhalad egy egyvágányú vasúti mellékvonal, a Szerencs–Hidasnémeti-vasútvonal, melynek egy, a falu nevét viselő megállási pontja is van. Golop megállóhely Tállya északnyugati külterületei között létesült, közvetlenül a 39-es főút és a 3711-es út találkozása mellett, Golop központjától jó másfél kilométerre keletre.

## Neve
Golop első említése IV. Béla uralkodásának idejéből, egy 1258-as forrásból ismert Glup alakban. A név vélhetően egy szláv eredetű személynévre vezethető vissza, amely a korabeli cseh nyelvből Hlúp formában ismert (jelentése ’ostoba’). Korábbi elképzelések nem zárták ki annak lehetőségét, hogy a településnév eredete egy kun személynévben keresendő. A település neve a századok során Galoph, Galuk, Goluph, Gulub, Gulup, Kolop, Kolup, Kulup és Sulup formában is felbukkant az írott forrásokban.

## Története

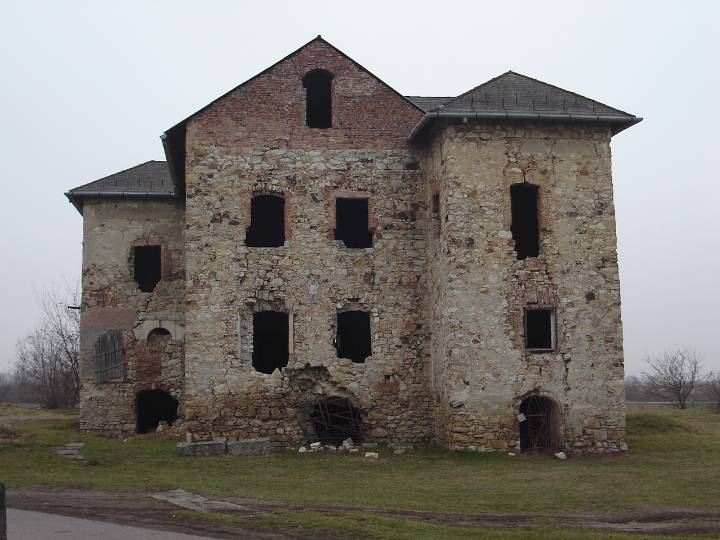
A régi Vay-kastély 2002-ben…

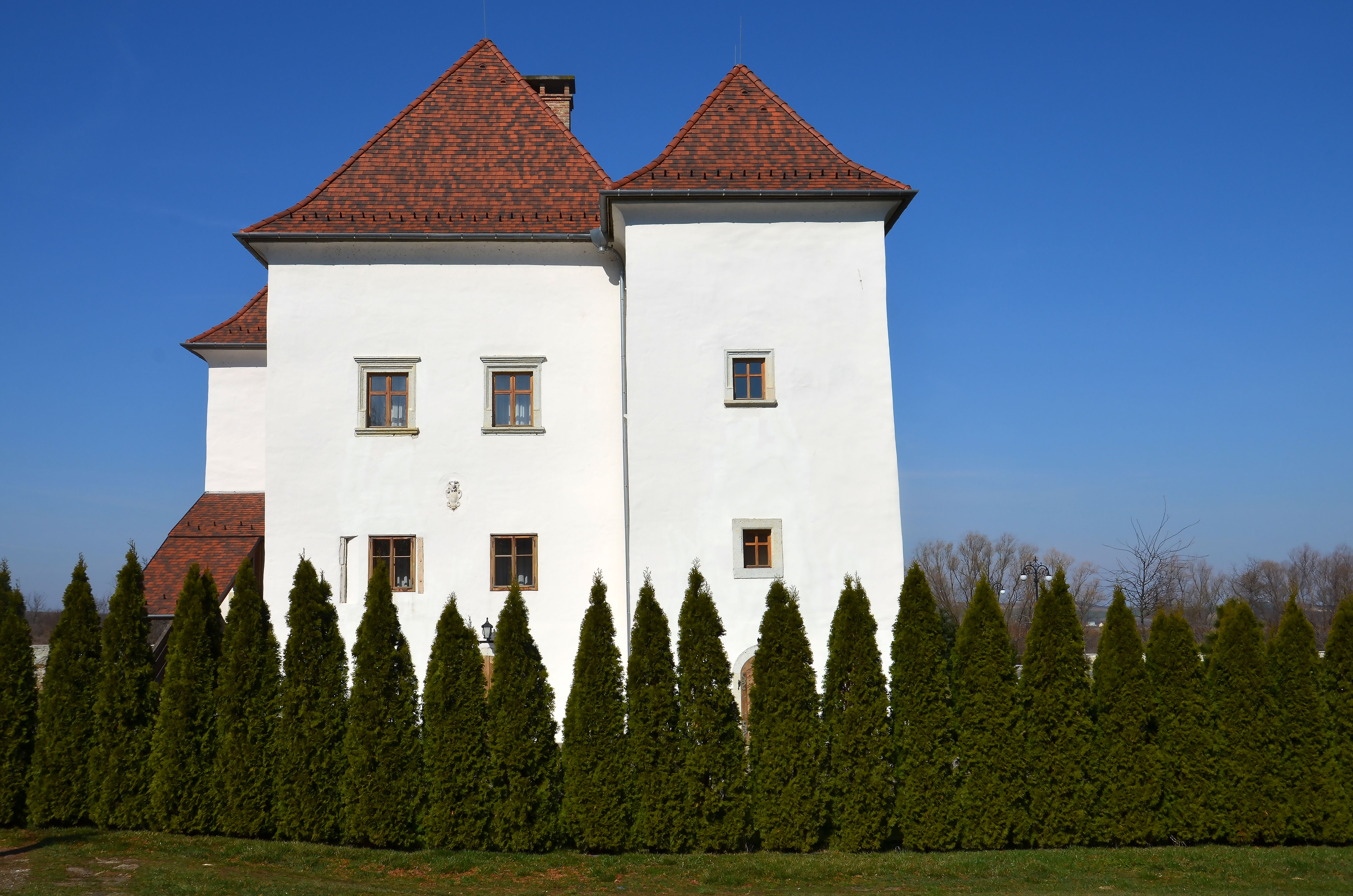
…és a felújítás után, 2020-ban

A terület már az őskorban lakott volt, a település határából a bükki kultúrához sorolható újkőkori cserépanyag került elő, emellett késő bronzkori sírokat is feltártak itt.
Golop már az Árpád-korban voltaképpen két, egymástól elkülönült település volt: a Zemplén vármegyéhez tartozó Golop vagy Alsógolop, amely a Golopyak és mások birtoka volt, valamint az Abaúj vármegyéhez tartozó várbirtok, Felsőgolop (Felsewgolop, 1427). 1296-ban Alsógolophoz tartozó településrészként jegyezték fel Szenteskuta (Zenthes-Kuta) nevét, amelyet egy 1564-es forrás már csak elhagyott pusztaként említett.
1255-ben IV. Béla király Mátyás szepesi prépost testvérének, Andrásnak adományozta Golopot. Ő lett a Golopy család első névről ismert őse, a falu pedig az elkövetkező bő három évszázadra utódainak családi birtoka. Golop már a 14. század első felében bizonyosan egyházas hely volt, az 1332–1337. évek tizedszedő lajstromában említették Mindenszentek-templomát, és János nevű papját. Az oklevelek tanúsága szerint a századok során a Golopyakon túl mások is szereztek itt birtokrészeket: az Aba nemzetség debrői ága (1258), Monoky Mihály (1354), az egri káptalan (1356), az Isépy, Cselei és Dobi családok (1405), a Dobi és Monoky családok (1435), Zombori Nagy István és Pohárnok István (1473), a tokaji pálosok (1476), Beyczy Gergely, Mucsey Pál és Geörbedy László (1548), Beyczy Ambrus (1549), Sennyey István, Pernyeszy Imre és Bakos János (1598). A Golopy család utolsó helyi birtokosként feljegyzett sarja Golopy Gáspár volt 1571-ben, 1605-ben magva szakadt a családnak. Időközben egy 1576-os forrás a törökök által teljesen elpusztított helyként említette a falut.
A török dúlást követően a báró Vay család 1721-ben tűnt fel először a forrásokban mint golopi birtokos, ezt követően vette kezdetét itteni birtokközpontjuk kialakítása. A 18. század második felétől a Vay mellett a Vécsey család is birtokos lett Alsógolopon, de az Andrássyak, Ibrányiak és Reviczkyek is rendelkeztek birtokrészekkel a faluban. A 19. század elején már mindkét falut a Vay család birtokolta, bár Alsógolopon a Vécsey családnak még voltak elzálogosított birtokrészei.
Egy 1822-es főbírói számadás szerint a 206 lakosú Alsógolop nevezetessége a Vay-kastélyokon és a református templomon kívül egy kovácsműhely volt. A jobbágyokból és summásokból álló lakosság a falu szántóit és kaszálóit művelte, emellett a 18. század óta a hegyaljai vagy tokaji borvidékhez tartozó szőlőhegyein (Kisoldal, Gázó stb.) „másod- és harmadrendű” minőségű bort termeltek. A 19. század végén, de még a filoxéravész előtt, 1873-ban a golopi szőlőbirtokosok 81,6 hektáron évi 380 akó bort termeltek. A 19. század derekán dohánytermesztéséről is nevezetes volt a falu. A lakosság nagy része a 19. század második felében még református felekezetű volt, hitéletüket templomuk papja irányította. A falu római katolikus lakói a monoki egyházközséghez tartoztak, akik 1888-ban közadakozásból felépítették a Szűz Mária-kápolnát a településen. Ugyanekkor a falu görögkatolikus lakói az abaújszántói, az izraeliták pedig a tállyai egyházközséghez tartoztak. Borovszky Samu 1905-ben már római katolikus többségű településként említette a 109 házzal rendelkező, 700 lakosú egyesített települést. 1920-ban Golop 827 lakosának 64,0%-a római katolikus, 28,7%-a református, 4.6%-a görögkatolikus, 2,1%-a pedig izraelita vallású volt.
1909. szeptember 30-án adták át a kassa–hegyaljai helyi érdekű vasút Szerencs és Hidasnémeti közötti csatlakozóvonalát, ezzel megteremtődött Golop vasúti összeköttetése is.
A szőlőtermesztésről és a borgazdálkodásról szóló 1997. évi CXXI. törvény megerősítette Golopot mint a tokajhegyaljai borvidék települését.

### Közigazgatási változások
Egyes források szerint Alsó- és Felsőgolop egyesítésére már 1455-ben sor került, valójában egy erre az évre datált oklevél csupán Felsőgolopot is Zemplén vármegye részeként sorolta fel. 1850-ben Golop még mindig ún. kétlaki község volt: míg véglegesítették Alsógolop Zemplén vármegyéhez tartozását, a felsőgolopi rész továbbra is Abaúj-Torna vármegye része maradt. A két falut az 1881. évi LXIII. törvénycikkel, 1882. április 4-ei hatállyal egyesítették, voltaképpen a 392 fős Felsőgolopot a 200 lakost számláló Alsógolophoz csatolták. Az így kialakult új település Golop néven 1950-ig Zemplén vármegye Szerencsi járásához tartozott, azon belül az Ondi körjegyzőség része volt. 1950-ben az akkor létrejött Borsod-Abaúj-Zemplén megye önálló tanácsú községévé alakították, 1973-tól a monoki székhelyű közös tanácsú község társközsége volt, 1990-ben pedig községi státust kapott. 2014 óta a Szerencsi járás települése.

### Polgármesterei
- 1990–1994: Kondráth József (független)[39]
- 1994–1998: Kondráth József (KDNP)[40]
- 1998–2001: Kolbása Margit (független)[41]
- 2001–2002: Kondráth József (MKDSZ)[42][43]
- 2002–2006: Kondráth József (független)[44]
- 2006–2010: Kiss Lajos (független)[45]
- 2010–2014: Kiss Lajos (független)[46]
- 2014–2019: Kiss Lajos (független)[47]
- 2019–2024: Angelovics Helga (független)[48]
- 2024– : Angelovics Helga (Fidesz-KDNP)[1]

A településen 2001. március 11-én időközi polgármester-választást tartottak, az előző polgármester lemondása miatt.

## Népessége
A település népességének változása:
| Lakosok száma | 593  | 765  | 923  | 1010 | 1008 | 821  | 560  | 544  | 550  | 540  |
|               | 1890 | 1910 | 1930 | 1949 | 1970 | 1980 | 2013 | 2015 | 2022 | 2024 |

A 2001-es népszámlálás adatai szerint a településnek csak magyar lakossága volt.
A 2011-es népszámlálás során a lakosok 84,5%-a magyarnak, 0,4% németnek, 0,2% szlováknak, 0,9% ukránnak mondta magát (15,3% nem válaszolt; a kettős identitások miatt a végösszeg nagyobb lehet 100%-nál). A vallási megoszlás a következő volt: római katolikus 54,3%, református 21,4%, görögkatolikus 3,9%, evangélikus 0,5%, felekezeten kívüli 0,9% (19% nem válaszolt).
2022-ben a lakosság 92,2%-a vallotta magát magyarnak, 4% cigánynak, 0,9% ukránnak, 0,5% németnek, 1,6% egyéb, nem hazai nemzetiségűnek (7,6% nem nyilatkozott; a kettős identitások miatt a végösszeg nagyobb lehet 100%-nál). Vallásuk szerint 47,8% volt római katolikus, 19,5% református, 5,1% görög katolikus, 1,1% evangélikus, 2,9% felekezeten kívüli (22,5% nem válaszolt).

## Nevezetességei

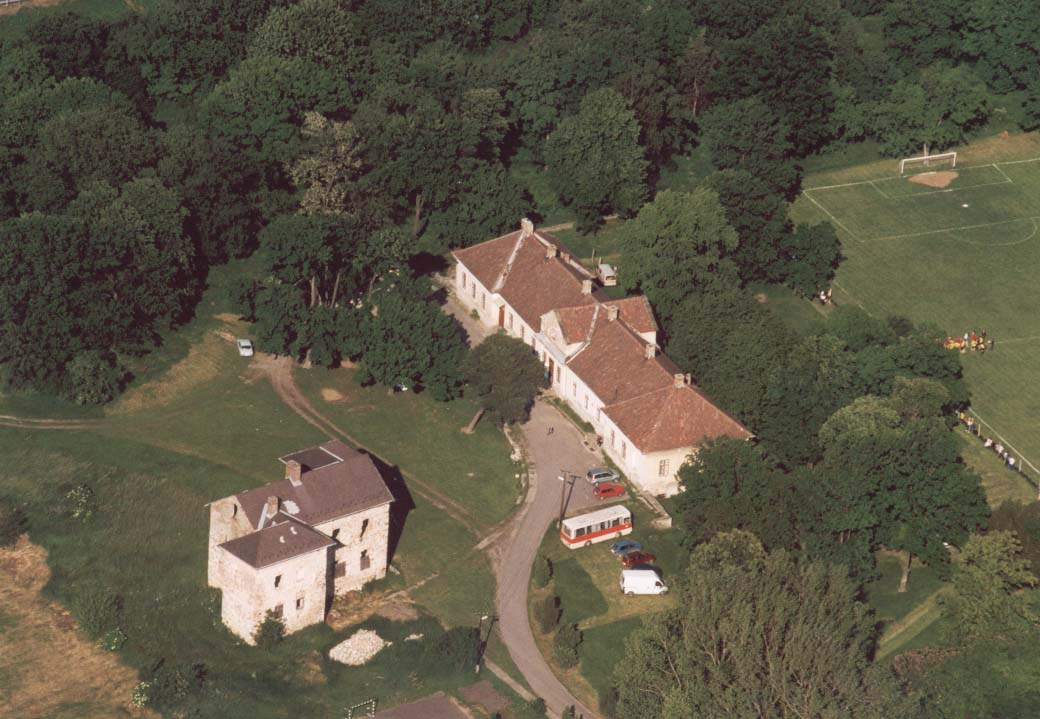
A régi és az új Vay-kastély

- A település legfőbb nevezetességei az egymás mellett álló Vay-kastélyok. A 16–17. századok során többszöri hozzátoldásokkal felépült régi kastély vélhetően egy korábbi, talán a 13–14. századokra keltezhető vár helyén épült fel, amely a 19. századig kisebb átalakításokon esett át (pl. főbejárati homlokzata barokkos keretet kapott). A klasszicista stílusú, copf jegyeket magán viselő új Vay-kastély 1820 körül készült el.[53] 2008 óta az új Vay-kastélyban működik az Ősi Magyar Címertár néven ismert közgyűjtemény, amelynek állandó kiállítása Szabadiné Sinkó Ilona aranyhímzéses tűfestő közel 2000 darab ősi nemesi, hivatalos és egyházi címerrajzát, rátétes és hímzett ábrázolását, valamint történelmi zászlókat mutat be.[54] A település református temploma a 17. században épült, ebben az időben készült el festett famennyezete is. Az épületet 1778-ban báró Vay László anyagi támogatásával újjáépítették, 1911-es felújításakor kissé átalakították.[55] Mindhárom épület – a két kastély és a református templom – 1960 óta műemléki védettséget élvez.[56]
- Ősi Magyar Címer- és Zászlókiállítás[57]
- Somos-hegy (Nagy-Kő)[58]

### Nevezetes golopiak
- A golopi új kastély építtetője, a birtokközpont felvirágoztatója Vay Miklós (1756–1824) katonatiszt, hadmérnök volt.[59]
- Golopon született és hunyt el Vay Miklós (1828–1886) szobrász, Vay Miklós (1802–1894) politikus, főrendiházi elnök fia.[60]
- 1850–1851-ben a település református lelkésze volt Árvay József (1823–1879), később sárospataki pedagógus.[61]
- Golop szülötte volt Némethy Samu (1858–1907) orvos, Ugocsa vármegye tisztifőorvosa.[62]
- A faluban született Zsignár István (1930–2002) festőművész.[63]